# Debed
Debed – rzeka graniczna pomiędzy Gruzją i Armenią, prawy dopływ Chrami. Ma 176 km długości.